# Facultad de Filología y Traducción de la Universidad de Vigo
La Facultad de Filología y Traducción es un centro de la Universidad de Vigo donde se imparten estudios lingüísticos. Situada en el Campus Universitario de Lagoas-Marcosende, también conocido como CUVI, ocupa el edificio histórico que acogió desde sus  inicios el viejo Colegio Universitario, antecesor de la actual UVigo.

## Institución

### Titulaciones de grado
- Grado en Lenguas Extranjeras.

- Grado en Traducción e Interpretación.

- Grado en Ciencias de la Lenguaje y Estudios Literarios (en extinción).

- Grado en Filología Aplicada Gallega y Española.

### Titulaciones de postgrado[3]
- Máster Interuniversitario en Lingüística Aplicada.

- Máster en Traducción para la Comunicación Internacional.

- Máster Interuniversitario en Estudios Ingleses Avanzados y sus Aplicaciones.

- Máster en Traducción Multimedia.

- Título Propio de Especialista en Traducción para la Industria del Videojuego.